# ۶ آبان
۶ آبان دویست و بیست و دومین روز سال در گاه‌شماری خورشیدی است. به پایان سال ۱۴۳ روز (۱۴۴ روز در سال کبیسه) باقی‌است.

## رویدادها
- ۱۳۷۶ - پایان نگارش جن‌نامه توسط هوشنگ گلشیری
- ۱۳۸۹ - راه‌اندازی شبکه تلویزیونی من‌وتو
- ۱۳۸۹ - جنایت میدان کاج تهران
- ۱۳۹۹ - غرق‌شدن مهاجران اهل ایران در کانال مانش

## مناسبت‌ها
- روز جهانی جودو [۱]

## زادروزها
- ۱۲۹۶ - شمس پهلوی، از فرزندان رضاشاه و تاج‌الملوک آیرملو
- ۱۳۱۹ - چنگیز جلیلوند، دوبلور
- ۱۳۳۵ - محمود احمدی‌نژاد، ششمین رئیس‌جمهور ایران
- ۱۳۶۱ - سینا سرلک، خواننده
- ۱۳۸۱ - مهرشاد شهیدی، از کشته‌شدگان خیزش ۱۴۰۱ ایران

## درگذشت‌ها
- ۱۳۴۷ - حسین یاحقی، آهنگساز
- ۱۴۰۱ - آرمان علی‌وردی، از نیروهای امنیتی کشته شده در خیزش ۱۴۰۱ ایران
- ۱۴۰۲ - آرمیتا گراوند، از شهروندان ایران